# 歌津魚龍屬
歌津魚龍屬（學名：Utatsusaurus，意為「來自歌津町的蜥蜴」）是魚龍超目中已知最早的物種，存活在早三叠世的奥伦尼克期，約2億5000萬到2億4500萬年前；魚龍超目是種包含魚龍目的海生爬行動物。不像更先進的魚龍類，歌津魚龍沒有背鰭，頭顱骨較為寬廣，口鼻部逐漸變細。

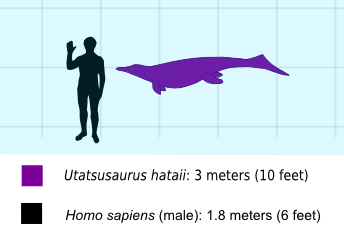
歌津魚龍與人類的體型相比圖

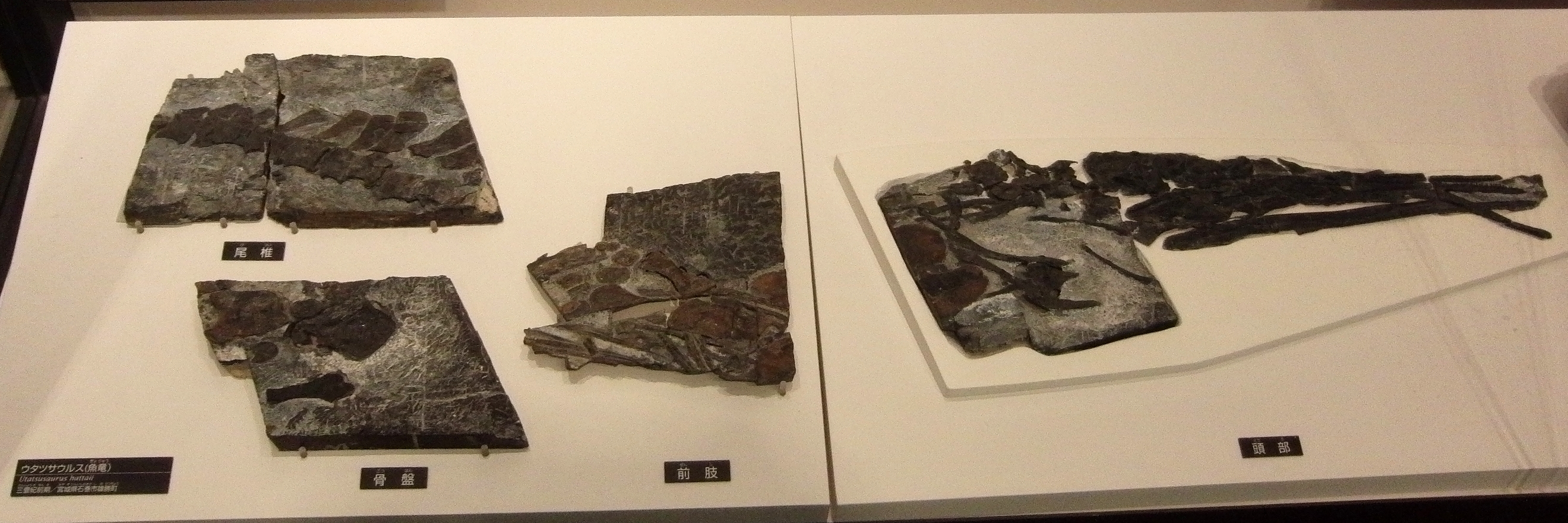
歌津魚龍的化石，日本東京國立科學博物館

與頭顱相比，牙齒相當小，排列在原始的牙槽內。歌津魚龍有小型鰭，內有四個腳趾，而非原始魚龍類常見的五個腳趾。尾巴有長的下鰭，顯示這群動物以波浪協助游泳，而非用牠的槳狀鰭與尾巴。歌津魚龍身長3公尺，以魚類為生。歌津魚龍的化石發現於日本、加拿大。
加州大學柏克萊分校的藻谷亮介，與北海道大學的安藤達郎、箕浦名知男，在1998年利用電腦CGI技術，重新檢驗歌津魚龍的化石，改變這動物原本遺骸的失真變形。他們發現歌津魚龍與類似蜥蜴的雙弓類爬行動物血緣相近，例如油頁岩蜥，使魚龍超目成為蜥蜴與蛇的遠親。這個研究改變原本的理論，原本的理論認為魚龍超目從會游泳的兩棲類演化而來，跟爬蟲類有所區別。